# Sokszögű földibagoly
A Sokszögű földibagoly (Chersotis multangula)  a rovarok (Insecta) osztályának a lepkék (Lepidoptera) rendjéhez, ezen belül a bagolylepkefélék (Noctuidae) családjához tartozó faj.

## Elterjedése
Széles körben elterjedt Európában 2000 méteres magasságig, elsősorban a meleg, hegyvidéki meszes talajt kedveli.  Marokkó, Törökország, Örményország, Szíria, Irán, Libanon és a Kaukázus területén is megfigyelték. Németországban a Vörös Listán szereplő veszélyeztetett faj.

## Megjelenése
- lepke: szárnyfesztávolsága: 32–38 mm. Az első szárny színe barna, sokszögű fekete foltokkal. A hátsó szárnyak szürkés-barna színűek.
- hernyó: sárga-barna, sárgás-fehér, fekete hátvonalakkal.
- báb: karcsú, vöröses barna

## Életmódja
- nemzedék: eltérően a többi bagolylepkétől nappali életmódú, június elején augusztusban rajzik.
- hernyók tápnövényei: Galaj (Galium mollugo) fajok

## Fordítás
- Ez a szócikk részben vagy egészben  a   Braune Labkrauteule című német Wikipédia-szócikk fordításán alapul.  Az eredeti cikk szerkesztőit annak laptörténete sorolja fel. Ez a jelzés csupán a megfogalmazás eredetét és a szerzői jogokat jelzi, nem szolgál a cikkben szereplő információk forrásmegjelöléseként.